# Regierung Jagland
Die Regierung Jagland bildete vom  25. Oktober 1996 bis zum 17. Oktober 1997 die Regierung Norwegens. Nach dem Rücktritt von Ministerpräsidentin Gro Harlem Brundtland (Arbeiterpartei) aus persönlichen Gründen bildete der Parteivorsitzende der AP Thorbjørn Jagland eine neue Regierung. Der Regierung gehörten ausschließlich Mitglieder der Arbeiterpartiet (AP) an, die über 67 von 165 Sitzen im Parlament verfügte.
Nachdem die Arbeiterpartei bei der Parlamentswahl 1997 das von Jagland gesetzte Ziel von 36,9 % (dem Stimmanteil bei der Wahl 1993) mit 35,0 % verfehlte, trat Jagland zurück. Kjell Magne Bondevik (Christlicher Volkspartei) bildete gemeinsam mit der Zentrumspartei und den Liberalen eine Minderheitsregierung.

## Regierungsmitglieder
| Amt                                                    | Minister                     | Zeitraum                            | Partei |
| ------------------------------------------------------ | ---------------------------- | ----------------------------------- | ------ |
| Ministerpräsident                                      | Thorbjørn Jagland            | 25. Oktober 1996–17. Oktober 1997   | AP     |
| Äußeres                                                | Bjørn Tore Godal             | 25. Oktober 1996–17. Oktober 1997   | AP     |
| Umwelt                                                 | Thorbjørn Berntsen           | 25. Oktober 1996–17. Oktober 1997   | AP     |
| Kommunen und Arbeit                                    | Kjell Opseth                 | 25. Oktober 1996–17. Oktober 1997   | AP     |
| Gesundheit                                             | Gudmund Hernes               | 25. Oktober 1996–17. Oktober 1997   | AP     |
| Industrie und Energie ab 1. Januar 1997 Öl und Energie | Grete Faremo                 | 25. Oktober 1996–18. Dezember 1996  | AP     |
| Industrie und Energie ab 1. Januar 1997 Öl und Energie | Ranveig Frøiland             | 18. Dezember 1996–17. Oktober 1997  | AP     |
| Verkehr und Kommunikation                              | Sissel Rønbeck               | 25. Oktober 1996–17. Oktober 1997   | AP     |
| Industrie und Nordische Zusammenarbeit                 | Grete Knudsen                | 25. Oktober 1996–17. Oktober 1997   | AP     |
| Entwicklungshilfe                                      | Kari Nordheim-Larsen         | 25. Oktober 1996–17. Oktober 1997   | AP     |
| Verteidigung                                           | Jørgen Kosmo                 | 25. Oktober 1996–17. Oktober 1997   | AP     |
| Finanzen                                               | Jens Stoltenberg             | 25. Oktober 1996–17. Oktober 1997   | AP     |
| Soziales                                               | Hill-Marta Solberg           | 25. Oktober 1996–17. Oktober 1997   | AP     |
| Bildung, Forschung und Kirche                          | Reidar Sandal                | 25. Oktober 1996–17. Oktober 1997   | AP     |
| Verwaltung ab 1. Januar 1997 Planung und Koordination  | Sylvia Brustad               | 25. Oktober 1996–15. November 1996  | AP     |
| Verwaltung ab 1. Januar 1997 Planung und Koordination  | Terje Rød-Larsen             | 15. November 1996–29. November 1996 | AP     |
| Verwaltung ab 1. Januar 1997 Planung und Koordination  | Bendik Rugaas                | 29. November 1996–17. Oktober 1997  | AP     |
| Landwirtschaft                                         | Dag Terje Andersen           | 25. Oktober 1996–17. Oktober 1997   | AP     |
| Justiz                                                 | Anne Holt                    | 25. Oktober 1996–10. Januar 1997    | AP     |
| Justiz                                                 | Jørgen Kosmo (kommissarisch) | 10. Januar 1997–3. Februar 1997     | AP     |
| Justiz                                                 | Gerd-Liv Valla               | 3. Februar 1997–17. Oktober 1997    | AP     |
| Fischerei                                              | Karl Eirik Schjøtt-Pedersen  | 25. Oktober 1996–17. Oktober 1997   | AP     |
| Kultur                                                 | Turid Birkeland              | 25. Oktober 1996–17. Oktober 1997   | AP     |
| Kinder und Familie                                     | Sylvia Brustad               | 25. Oktober 1996–17. Oktober 1997P  | AP     |

## Weblink
Thorbjørn Jagland's Government 25. oktober 1996–17. oktober 1997. Norwegische Regierung, abgerufen am 26. Dezember 2018 (englisch).